# Ministerie van Transport, Communicatie en Toerisme
Het ministerie van Transport, Communicatie en Toerisme (TCT) is een Surinaams overheidsorgaan. Het bestaat sinds 1991, met een onderbreking van 2017 tot 2020.

## Geschiedenis
Het ministerie werd in 1991 opgericht.Het ministerie werd tijdens de reshuffling van 2017 opgeheven. Tijdens deze reshuffling van het kabinet Bouterse in 2017 was minister Andy Rusland een van de ministers die werd ontslagen. Tijdens de reshuffling werd ook aldus het gehele ministerie opgeheven. De directoraten Transport en Communicatie werden overgeheveld naar het ministerie van Openbare Werken, Transport en Communicatie en Toerisme naar het ministerie van Handel, Industrie en Toerisme.
De verschillende onderdelen werden dus ondergebracht bij de overige ministeries. Bij het aantreden van het kabinet-Santokhi in 2020 werd het ministerie echter opnieuw opgericht.

## Onderdelen
Het ministerie van TCT bestond uit de volgende onderdelen:
- Transport: hieronder valt het openbaar vervoer en het verkeer via het water, de weg en de lucht. Taken waren onder meer de afhandeling van personen en goederen, verstrekking van documenten voor het zee- en luchttransport en het beheer van de havens.[1]
- Communicatie: met onder meer de verantwoordelijkheid over Telesur, de Telecommunicatie Autoriteit Suriname[2] en het toezicht op de televisie- en radiostations.[3]
- Toerisme: alle aangelegenheden aangaande het toerisme in Suriname, tenzij ze in een ander ministerie zijn opgenomen.[1]